# Minna no Rhythm Tengoku
Beat the Beat: Rhythm Paradise en Europa, Rhythm Heaven Fever en América o Minna no Rhythm Tengoku (みんなのリズム天国 Minna no Rizumu Tengoku?) en Japón es el tercer videojuego de la serie Rhythm Tengoku, que consta de cuatro videojuegos en Japón y tres en el resto del mundo. La traducción del título de la versión japonesa es Todo el mundo Rhythm Heaven/Paradise, la versión norteamericana se traduce a La fiebre del paraíso del ritmo y la europea como Sigue ese ritmo: El paraíso del ritmo. Está desarrollado por Nintendo y TNX. El juego salió a la venta el 21 de julio de 2011 en Japón, el 13 de febrero de 2012 en Norteamérica y el 6 de julio del mismo año en Europa.

## El juego
El juego está diseñado para la consola de Nintendo Wii. Los controles del juego son únicamente los botones del Wiimote A y B. El botón A es el pulsador básico. El botón B es complementario y se usa para combinarlo con el botón A. Una notable diferencia respecto a las versiones anteriores es que en Minna no Rhythm Tengoku hay multijugador.
Al principio, Nintendo presentó tres imágenes en su página web oficial en 2010. Posteriormente, Nintendo mostró dos videos. El primero a principios de 2011 y el segundo en el E3 de 2011. Los minijuegos mostrados son parecidos a los que hay en la versión de DS y la versión de GBA.
Otras escenas del juego se presentaron en Amazon.com

## Recepción
En general, los usuarios aplauden al juego. Satoru Iwata, el presidente de Nintendo, explica:
"When you see others play with the game and notice that he or she misses out on being perfectly in rhythm, it can also be surprisingly fun. We feel that there's got to be different attractions on Rhythm Heaven when you play it with a TV monitor." (Cuando ves a los demás jugando el juego y te das cuenta de que se pierden en el estar perfectamente en ritmo, puede ser, también, sorprendentemente divertido.
Sentimos que debe haber otras atracciones en Rhythm Heaven al jugarlo en una televisión)
La primera semana, el juego vendió 118,173 copias en Japón. Famitsu lo calificó con una puntuación de 32 sobre 40.